# Lukaskirche (Ulm)

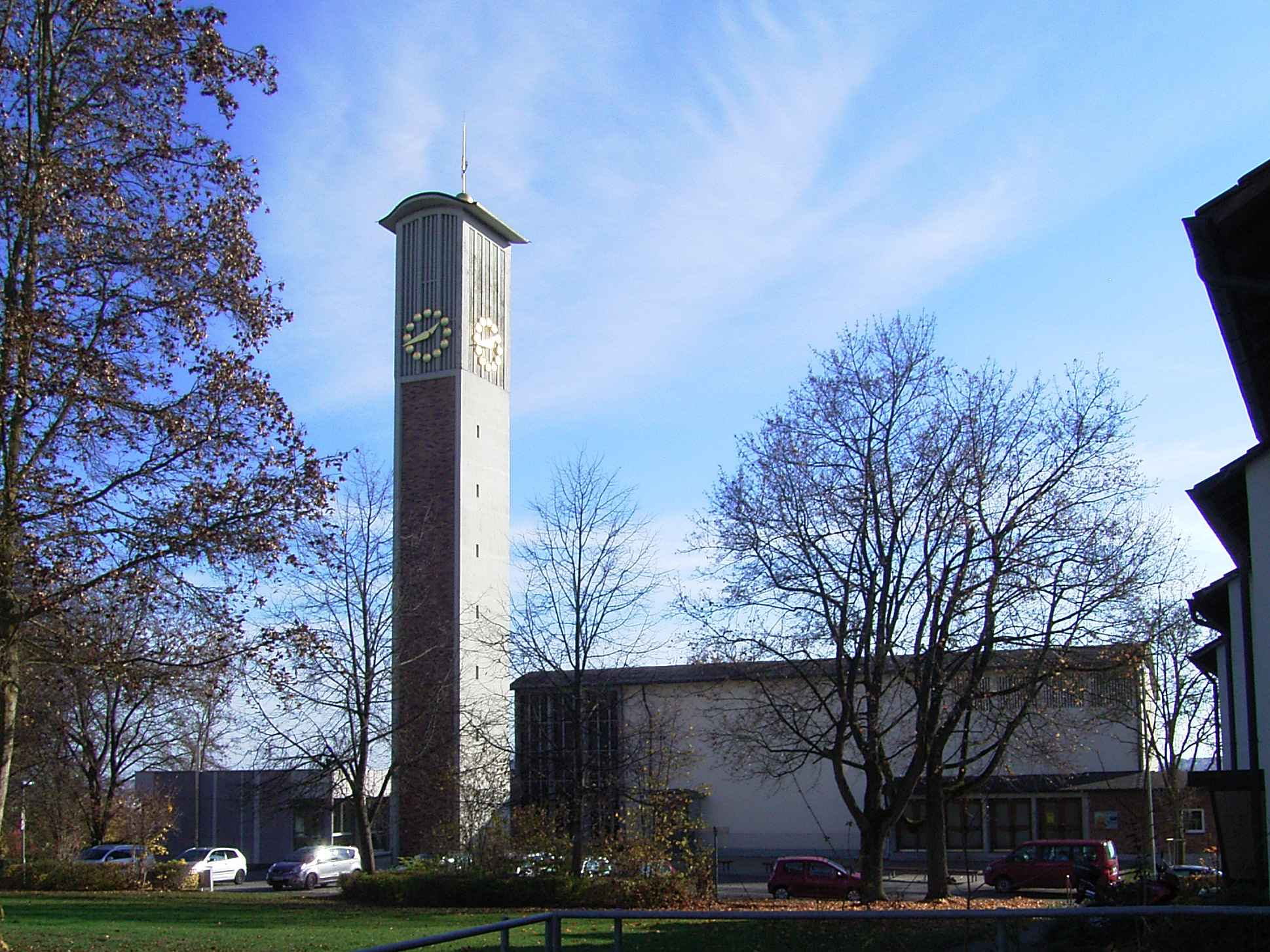
Lukaskirche, Ulm (von Norden gesehen)

Die Lukaskirche ist eine 1957 eingeweihte evangelische Pfarrkirche in Ulm, im Stadtteil Eselsberg gelegen.

## Geschichte und Architektur
Mit der Errichtung neuer Wohngebiete am Ulmer Eselsberg in den 1950er-Jahren (unter den Zuzüglern zahlreiche Vertriebene oder Heimkehrer des Zweiten Weltkrieges) entstand auch Bedarf an neuen Kirchengebäuden. So wurde am Südhang des Eselsbergs (etwa 400 m westlich der kurz zuvor fertiggestellten römisch-katholischen Kirche St. Maria Suso) 1956/57 die evangelische Lukaskirche errichtet (Adresse: Herrmann-Stehr-Weg 3, 89075 Ulm).
Die Grundsteinlegung für die Lukaskirche erfolgte am 29. Juli 1956, das Richtfest am 24. März 1957. Die Einweihung fand am 20. Oktober 1957 statt. Architekt des Kirchenbaues mit etwa 660 Sitzplätzen im Schiff, abtrennbarem Gemeindesaal, Empore sowie Gemeinderäumen im Untergeschoss war Wilhelm Bauer. Der rechteckige, längs einer Geländestufe liegende Baukörper trägt ein geschwungenes, sich nach Süden neigendes Tonnendach. Die Südseite wird durch buntverglaste Hochfenster gegliedert.
Das Schiff besitzt eine Holzdecke. Die künstlerische, auf dem Lukasevangelium basierende Gestaltung des Innenraumes oblag dem aus Heidenheim an der Brenz stammenden Bildhauer und Maler Helmuth Uhrig (1906–1979). Die Südseite wird durch ein großes Fenster dominiert, das die Speisung der Fünftausend darstellt. Der Altar im Chorraum zeigt ein in Maulbronner Sandstein gemeißeltes Relief der Emmausgeschichte. Das Altarkreuz basiert auf einem Entwurf von Sieger Köder. Die Stirnwand des Chores trägt eine 3,65 m große Holzfigur des segnenden, himmelfahrenden Christus. Die Kanzel zeigt an ihren drei Seiten Reliefs mit Geschichten vom Anfang Jesu, so an der Vorderseite die Begegnung Mariens mit der Base Elisabet. Am Taufstein ist der zur Buße rufende Johannes der Täufer dargestellt.
Der freistehende schlanke Kirchturm besitzt je zwei Backstein- und Betonwände und eine leicht tonnenförmig gewölbte Dachplatte.
An der Südseite der Kirche wurden 2002 in senkrechter Wandmontage Solarmodule (20 m2, Leistung ca. 2 kW) angebracht.
Infolge zwischenzeitlich aufgetretener baulicher Mängel, energetischer Schwächen und geänderter Nutzungsanforderungen begannen 2013 größere Umbauten. Ein zunächst geplanter nahezu kompletter Neubau erwies sich als nicht realisierbar, da die Kirche mittlerweile unter Denkmalschutz gestellt worden war. Somit blieb der Kirchenraum selbst erhalten. Im Zuge des 15-monatigen Umbaus wurde im Untergeschoss eine Kindertagesstätte eingerichtet. Als Ersatz für die wegfallenden Gemeinderäume entstand östlich von Turm und Kirche ein zweigeschossiges Gemeindehaus. Die Einweihung der neuen Gemeinderäume fand am 27. Juli 2014 statt.

## Orgel
Die am 24. April 1960 eingeweihte Orgel besitzt 24 Register auf zwei Manualen und Pedal, stammt von der Firma Weigle und war das op. 1024 der Firmengeschichte. Das Schleifladen-Instrument hat mechanische Spieltrakturen, die Registertrakturen sind elektrisch. Sie hat folgende Disposition:
| I Hauptwerk C–a3 |                |      |
| 1.               | Quintadena     | 16′  |
| 2.               | Prinzipal      | 08′  |
| 3.               | Spillpfeife    | 08′  |
| 4.               | Octave         | 04′  |
| 5.               | Gemshorn       | 04′  |
| 6.               | Waldflöte      | 02′  |
| 7.               | Paletta II-III |      |
| 8.               | Mixtur V       | 0 2′ |
| 9.               | Hell Trompete  | 08′  |

| II Schwellwerk C–a3 |                 |        |
| 10.                 | Gedackt         | 8′     |
| 11.                 | Koppelflöte     | 4′     |
| 12.                 | Nasatquinte     | 2 ⁄3′  |
| 13.                 | Kleinprinzipal  | 2′     |
| 14.                 | Terzflöte       | 1 3⁄5′ |
| 15.                 | Blockflöte      | 1′     |
| 16.                 | Scharfzimbel IV | 2⁄3′   |
| 17.                 | Hautbois        | 8′     |

| Pedal C–f1 |             |                           |
| 18.        | Untersatz   | 16′                       |
| 19.        | Octavbass   | 08′                       |
| 20.        | Spitzflöte  | 08′                       |
| 21.        | Rohrpommer  | 04′                       |
| 22.        | Zink III    | 0 3 1⁄5′ + 2 ⁄3′ + 1 3⁄5′ |
| 23.        | Piffaro III | 04′ + 2′ + 1′             |
| 24.        | Fagott      | 16′                       |

- Koppeln: II/I, I/P, II/P
- Spielhilfen: zwei freie Kombinationen, zwei feste Kombinationen Pleno und Tutti, Schwelltritt, Tremulant, Zungenabsteller

## Glocken
Im Turm befinden sich 5 Glocken, die 1957 von der Fa. Kurtz in Stuttgart gegossen wurden. Sie sind folgendermaßen gestimmt: F' (Dominika), As' (Tages- und Betglocke), B' (Kreuzglocke), Des'' (Zeichen- und Schiedglocke) und Es'' (Taufglocke). Die Glockenzier stammt ebenfalls von Helmuth Uhrig.